# Mary Richmond
Mary Ellen Richmond (1861–1928) fue una pionera del trabajo social estadounidense. Se la considera la madre del trabajo social profesional junto con Jane Addams. Fundó el trabajo social de casos, el primer método de trabajo social y fue ella misma una asistente social.

## Primeros años
Nació el 5 de agosto de 1861 en Belleville, Illinois. Sus padres murieron cuando Mary tenía 3 años, junto con sus tres hermanos, debido a la tuberculosis, lo que la obligó a vivir con su abuela y sus tías en Baltimore, Maryland. Era la segunda hija mayor de Henry Richmond, un herrero de carruajes, y Lavinia Harris Richmond, la hija de un destacado joyero y corredor de bienes raíces de Baltimore, Maryland.
Richmond fue criada por su abuela materna viuda, Mehitable Harris, y dos tías. Su abuela era una activa sufragista femenina que era conocida por ser espiritualista y radical. Creció rodeada constantemente de debates sobre el sufragio, las creencias políticas y sociales y el espiritualismo. Esto significó que recibió buenas habilidades de pensamiento crítico y una actitud solidaria hacia los pobres, necesitados y discapacitados. Su abuela le enseñó los importantes temas de la desigualdad, el sufragio, los problemas raciales, el espiritualismo y una variedad de creencias liberales, sociales y políticas.
Richmond recibió educación en casa hasta los once años y luego ingresó en una escuela pública. Tuvo que recibir educación en casa porque su abuela no creía en el sistema educativo tradicional. Mientras recibía educación en casa, Mary se dedicó a leer tanto como pudo y fue mayormente autodidacta gracias a su dedicación al aprendizaje. Richmond era bastante tímida y le gustaba estar sola, ya que vivía rodeada de mujeres tan fuertes e inteligentes.
Se graduó en 1878 en la Baltimore Eastern Female High School, a la edad de dieciséis años. Luego se fue a vivir con una de sus tías en la ciudad de Nueva York. Sin embargo, cuando su tía enfermó gravemente, dejó a Mary sola en la pobreza. Después de vivir en la pobreza durante dos años en Nueva York, regresó a Baltimore y trabajó durante varios años como contable, y se involucró mucho con la Iglesia Unitaria.
En 1889, solicitó un trabajo como tesorera adjunta en la Sociedad de Organizaciones Benéficas (COS). Esta organización estaba presente en varias ciudades y fue la primera organización en desarrollar una profesión de trabajo social estructurada que brindaba servicios a los pobres, discapacitados y necesitados. Su participación en esta organización la llevó a realizar contribuciones al trabajo social. Mary estuvo activa en el trabajo social hasta su muerte en septiembre de 1928.

## Contribuciones al trabajo social
Mary Richmond aumentó la conciencia pública sobre la Sociedad de Organizaciones Benéficas y las oportunidades filantrópicas para apoyar el trabajo social. Se formó para ser una "visitadora amistosa", que era el término inicial para un trabajador social. Visitó los hogares de personas necesitadas e intentó ayudarlos a mejorar su situación de vida. Comenzó a desarrollar muchas ideas sobre cómo se podía realizar mejor el trabajo social para ayudar a los necesitados. Durante el tiempo que Richmond estuvo vinculada a la Sociedad de Organizaciones Benéficas, demostró sus cualidades como líder, maestra y teórica práctica.
En 1900, se convirtió en secretaria general de la Sociedad de Organizaciones Benéficas de Filadelfia. Mary permaneció en este puesto durante nueve años, durante los cuales abogó por la reforma legislativa en materia de educación obligatoria, trabajo infantil y abandono y falta de manutención conyugal. Además, Mary creía que el gobierno debía crear una oficina para niños y un sistema de tribunales de menores.
En 1909, ayudó a establecer redes de trabajadores sociales y un método mediante el cual realizaban su trabajo. Todo esto comenzó cuando se convirtió en directora del Departamento de Organización de Beneficencia de la Fundación Russell Sage en la Ciudad de Nueva York. Mientras era directora, Mary trabajó para mejorar el mantenimiento de registros, mejorar la capacitación de los trabajadores sociales y ayudó a implementar nuevos programas de trabajo social. Mary creía que una cooperación firme entre los trabajadores sociales, los educadores y el sistema de atención médica era crucial para ayudar con éxito a los necesitados. Su carrera despegó desde el liderazgo de organizaciones de caridad en Baltimore y Filadelfia hasta un puesto ejecutivo en la prestigiosa Fundación Russell Sage en la ciudad de Nueva York. Los trabajadores sociales con los que trabajó en la Fundación Russell Sage estuvieron entre los primeros en desarrollar métodos y sistemas para ayudar a las familias necesitadas. Su éxito y liderazgo en el desarrollo del trabajo social y la investigación alentaron a muchas otras organizaciones a continuar apoyando financieramente y desarrollando la práctica del trabajo social. Mary creía que el bienestar social era una responsabilidad cívica y muchas de sus teorías sobre el trabajo social se adoptaron para su uso en Asia, Sudamérica y Europa.
Algunas de las contribuciones más notables de Mary Richmond fueron que luchó para obtener una legislación para las esposas abandonadas y fundó el Comité de Trabajo Infantil de Pensilvania, la Asociación de Caridades Públicas, el tribunal de menores y la Asociación de Vivienda.
Una gran parte de su trabajo se dedicó a la investigación en el campo del trabajo social, lo que se demuestra en sus instrucciones sobre cómo recopilar información, metodologías de entrevistas, establecer contacto y llevar a cabo conversaciones. Al hacer esto, se convirtió en un gran factor en la profesión del trabajo social, Mary Richmond mostró la importancia de la educación del trabajador social. campo de trabajo.
Richmond identificó seis fuentes de poder que están a disposición de los clientes y sus trabajadores sociales: fuentes dentro del hogar, en la persona del cliente, en el vecindario y redes sociales más amplias, en agencias civiles, en agencias privadas y públicas.
Mary Richmond nunca se casó ni tuvo hijos, y murió en la ciudad de Nueva York en 1928 debido a un cáncer.